# Caterina Klusemann
Caterina Klusemann (* 8. Februar 1973 in Lucca, Italien) ist eine deutsche Filmregisseurin und Dokumentarfilmerin.

## Leben
Die Tochter des Malers Georg Klusemann und der aus Venezuela stammenden Soziologin und Fotografin Elena Hochman-Klusemann wuchs in einem Dorf in der Toskana auf. 1981 starb der Vater. Sie wuchs dreisprachig auch in Venezuela und Deutschland auf und schloss die Schule in der französischsprachigen und ein Neurobiologie-Studium  in der deutschsprachigen Schweiz ab. Sie studierte anschließend von 1997 bis 2001 an der Film School der Columbia University, u. a. bei Richard Peña, Annette Insdorf, Tom Kalin und Milena Jelinek.
Mit Ima (2001), der Langfassung ihres Abschlussfilmes Matrilineal über ihre Großmutter, und dem 2007 fertiggestellten Film Georg über ihren Vater, verfolgt Caterina Klusemann die Lücken in ihrer Familiengeschichte, die verschwiegenen, unterdrückten und verlorenen Teile; ein dritter Teil ist angekündigt. Diese Art des persönlichen Dokumentarfilms erhält die Unterstützung der Mainzer Redaktion von ZDF/ARTE für kreativen Dokumentarfilm, die Lucarne-Redaktion.
Seit ihrem Abschluss in Filmregie an der Columbia University mit cum laude 2001 ist Caterina Klusemann als Dokumentarfilmerin vor allem durch Ausstrahlungen bei arte dem deutschen und französischen Publikum bekannt. Daneben wurden ihre Filme von anderen internationalen Sendern gesendet und auf Festivals in Europa, Nord- und Südamerika und Asien gezeigt. 
Neben der zentralen, noch nicht abgeschlossenen persönlichen Trilogie hat sie für mehrere Essay-Dokumentarfilme Regie geführt und Drehbuch geschrieben.
Daneben experimentierte sie mit Video-Installation und mit Hörspielen. Sie arbeitete auch mit Kindern und schuf den Kinderspielfilm Paul und Baatar. Die Basis für ihre internationalen Arbeiten ist Berlin.
Klusemanns Dokumentarfilme folgen erlebten Einsichten, sowohl familiengeschichtlich-autobiographischen als auch gezielt erlebten Abenteuern. Dabei dominieren die Fragen nach persönlicher Identität, Ehrlichkeit und Echtheit die autobiographischen Elemente.
Ihr zusammen mit Esther Duran gedrehter 16-mm-Kurzfilm "H&G" (2001), eine Adaption für Erwachsene von "Hänsel und Gretel" in der Anonymität New Yorks, greift das Thema der Verlorenheit des Einzelnen, das Verlassenwerden und den Zusammenbruch von zwischenmenschlicher Kommunikation auf. 
Sie erhielt den Bayerischen Filmpreis für herausragende Nachwuchsleistungen „Junger Löwe“ im Juni 2002 für Ima sowie den FrauenMedienPreis Niedersachsen – Juliane-Bartel-Preis 2002 für Ima. Die Europäische Koordination von Filmfestivals verlieh ihr den Jameson Kurzfilmpreis beim Filmfest Dresden 2002 für Matrilineal.

## Filmographie
Regie und Buch: Trilogie (bei Lucarne)
- Georg (2007, Dokumentarfilm), Erstausstrahlung für Sommer 2008 bei arte/Lucarne vorgesehen
- Ima (58 min., 2001), Findlingspreis des Landesverbandes Filmkommunikation Mecklenburg-Vorpommern.

Regie & Buch: Werkfilme
- Die alte Frau und das Meer (52 min., 2007, Dokumentarfilm in der Reihe Geo 360)[3]
- Matrilineal (30 min., 2001, Dokumentarfilm, Kurzversion von Ima), Abschlussfilm ihres Filmregiestudiums an der Columbia University
- H & G (21 min., 2000, Buch, Regie und Schnitt gemeinsam mit Esther Durán, Märchenadaptation für Erwachsene), Buch nach Hänsel und Gretel

Regie und Buch: Essayfilme
- Die Liebe zu Dritt (58 min., 2007: Sind drei besser als zwei für den Tanz der Liebe?) im Rahmen des Themenabends Ménages à trois[4]
- Dresscode (52 min., 2006) im Rahmen des Themenabends Kleider machen Leute[5][6]
- Fregionaia (20 min., 2006, Dokumentarfilm über den letzten Moment des gleichnamigen psychiatrischen Krankenhauses bei Lucca, Arbeitsort des Schriftstellers Mario Tobino)

Regie und Buch: Kinderfilme
- Paul und Baatar (70 min., 2003–2006, Kinderabenteuerfilm, gedreht in der Mongolei)[7]

Produzentin (für Filme anderer)
- For Our Man (30 min., 2003), Regie Kazuo Ohno